# Logorama and Co.
Pour plus de détails, voir Fiche technique et Distribution.
Logorama and Co. est un film d'animation français, sorti au cinéma en 2011. Il s'agit d'un programme réunissant cinq courts métrages de réalisateurs différents.

## Courts métrages formant le film

### Logorama

#### Synopsis
Dans une Los Angeles composée entièrement de logos de marques déposées, des policiers Bibendum poursuivent Ronald McDonald pour ses actes de terrorisme.

#### Fiche technique
- Titre : Logorama
- Réalisation : François Alaux, Hervé De Crécy et Ludovic Houplain
- Durée : 16 min 05 s
- Année : 2009

### Pixels

#### Synopsis
Un homme jette une vieille télévision dans une rue de New York City, mais après son départ la télévision s'allume et lâche un nuage multicolore de pixels. Le nuage flotte à travers la ville, puis se rompt et se transforme en de vertigineuses versions de jeux vidéo classiques en 8-bit, qui commencent tous à détruire la ville. Quand une chose est frappée ou touchée par les créatures en pixels, elle devient pixelisée à son tour.

#### Fiche technique
- Titre : Pixels
- Réalisation : Patrick Jean
- Durée : 2 min 35 s
- Année : 2010

### L'Homme à la Gordini

#### Fiche technique
- Réalisation : Jean-Christophe Lie
- Durée : 10 minutes
- Année : 2009

### Fard

#### Fiche technique
- Réalisation : David Alapont et Luis Briceno
- Durée : 13 minutes
- Année : 2009

### La Vénus de Rabo

#### Fiche technique
- Réalisation : François Bertin
- Durée : 9 min 30 s
- Année : 2010

### Rubika

#### Fiche technique
- Réalisation : Claire Baudean, Ludovic Habas, Mickaël Krebs, Julien Legay, Chao Ma, Florent Rousseau, Caroline Roux, Margaux Vaxelaire sur une idée de Guillaume Plantevin
- Durée : 3 min 58 s
- Année : 2010

## Fiche technique du programme
- Titre : Logorama and Co.
- Société de distribution : Cinéma Public Films
- Pays :  France
- Date de sortie : 5 octobre 2011